# Chairon von Pellene
Chairon (altgriechisch Χαίρων Chaírōn) war ein griechischer Gefolgsmann Alexanders des Großen und Tyrann von Pellene, außerdem ein berühmter Ringkämpfer und Anhänger der Philosophie der Platonischen Akademie. Er lebte im 4. Jahrhundert v. Chr.
Chairon war ein Schüler Platons und des Xenokrates. Er machte sich als mehrmaliger Sieger im Ringen bei den Isthmischen, Pythischen und Olympischen Spielen einen Namen. Da der überlieferte Text des antiken Schriftstellers Pausanias lückenhaft ist und von Philodems bzw. Hermipps Angaben abweicht, ist die Anzahl der Siege bei den einzelnen panhellenischen Spielen unsicher. Anschließend erlangte er Ruhm im sogenannten Hyperasischen Krieg, einer Auseinandersetzung zwischen Pellene und vermutlich Aigeira.  Noch vor dem Jahr 331 v. Chr. wurde er vom makedonischen Feldherrn Korrhagos als Tyrann in seiner Heimatstadt Pellene installiert, vertrieb als solcher die vornehmen Bürger und gab den Sklaven den Besitz ihrer Herren und deren Frauen. Hypereides kommt auf diese Ereignisse in seiner Rede „Gegen die Gesandten des Antipatros“ zu sprechen. Chairon hielt als Tyrann während des Mäusekriegs die Treue Pellenes zum Korinthischen Bund und seinem makedonischen Hegemon Antipatros aufrecht. Vermutlich wurde er in der Folge, spätestens nach dem Tode Alexanders, ermordet.